# Насими (фильм)
«Насими» (азерб. Nəsimi) — советский азербайджанский исторический фильм режиссёра Гасана Сеидбейли о жизни и творчестве азербайджанского поэта и философа Имадеддина Насими, посвящённый 600-летию со дня рождения классика.

## Сюжет
Фильм повествует о жизни и творчестве поэта и философа XIV и XV веков Имадеддина Насими. Поэт был учеником Фазлуллаха Наими, последователем хуруфизма и гуманистом, за что властью Тимуридов и исламским духовенством неоднократно, вместе с Наими, подвергался гонениям. После казни своего учителя отправился в странствия по странам Востока. В Алеппо из-за обвинений, выдвинутых духовенством, Насими был приговорён султаном Египта к мученической смертной казни.

## В ролях
| Актёр                | Роль                                        |
| -------------------- | ------------------------------------------- |
| Расим Балаев         | Имадеддин Насими                            |
| Исмаил Османлы       | Фазлуллах Наими «Фазл» основатель хуруфизма |
| Халида Касумова      | Фатьма «Наследник» хуруфитка, дочь Фазла    |
| Камал Худавердиев    | Юсиф хуруфит, ученик Фазла                  |
| Тельман Адыгёзалов   | хуруфит                                     |
| Юсиф Велиев          | Тимур «Тамерлан» верховный эмир Турана      |
| Мухтар Маниев        | Миран шах Закавказья, сын Тимура            |
| Самандар Рзаев       | Ибрагим ширваншах (шах Ширвана)             |
| Тофик Мирзоев        | Довлет бек, полководец Ибрагима             |
| Мамедрза Шейхзаманов | Азим шейх Ибрагима                          |
| Алмаз Аскерова       | Шемс хуруфитка, дочь Азима                  |
| Абдулла Махмудов     | дервиш                                      |
| Хафиз Фатуллаев      | эпизод                                      |
| ?                    | Шейх аль-Махмуди султан Египта              |

## Русский дубляж
- Вячеслав Тихонов — Насими
- Алексей Алексеев — Фазл
- Галина Булкина — Фатьма
- Владимир Ферапонтов — Юсиф
- Юрий Пузырев — Тимур
- Юрий Боголюбов — Миран-шах
- Феликс Яворский — Ибрагим
- Владислав Дворжецкий — Довлет-бек
- Константин Николаев — шейх Азим
- Антонина Кончакова — Шемс
- Алексей Сафонов — дервиш

## Создатели
- Художники: Маис Агабеков, Мамед Гусейнов.
- Директор картины — Кулиев Башир Шамиль оглы.

## Съёмки
Фильм был снят на киностудии «Азербайджанфильм». Режиссёр Гасан Сеидбейли так говорил о поиске актёра на главную роль:

Найти актера на роль Насими было очень сложно. Ведь тут нужны были не только мастерство и опыт, а ещё и определённый, ярко выраженный комплекс национальных черт и качеств. И тогда мы попробовали Балаева…

## Прокат
Премьера фильма состоялась 14 июля 1975 года в Москве. В 2019 году фильм был отреставрирован в стандарте HD.

## Награды
- На VII Всесоюзном кинофестивале 1974 года в Баку фильм был удостоен приза «за лучший фильм на историческую тему», а исполнитель главной роли Расим Балаев — второго приза «за лучшее исполнение мужской роли».